# Funambulus obscurus
Funambulus obscurus — вид невеликої вивірки зі Шрі-Ланки, яка здебільшого мешкає в тропічних лісах у південно-західній «вологій зоні» з більшою кількістю опадів, ніж на решті острова. Він мешкає на висотах від 10 до 2300 м над рівнем моря. Це денний вид, який, як вважається, має всеїдний раціон, причому Garcinia hermonii та Coscinium fenestratum виявилися улюбленими кормовими рослинами.

## Опис
Важить 60–70 грамів. Довжина голови й тулуба становить 11–13 см, а хвоста — 10 см. Верхня частина тіла від темно- або оливково-коричневого до чорного кольору з трьома блідішими спинними смугами на тлі сідлоподібного забарвлення; низ жовтуватий з оливковим відтінком. Хвіст пухнастий, короткий з чорним кінчиком. Хутро м'яке, густе та коротке. Частини без хутра сіруваті. 